# J-FRIDAY
『J-FRIDAY』（ジェイ・フライデイ）は、ZIP-FMのラジオ番組である。2005年4月1日放送開始、2009年3月27日放送終了。
前身番組であった『MIDDAY FRIDAY』を時間拡大・移動した形でスタート。この項では『MIDDAY FRIDAY』についても触れる。

## 放送時間
MIDDAY FRIDAY
- 2004年4月2日～2005年3月25日 - 金曜日10:00～14:00

J-FRIDAY
- 2005年4月1日～2007年3月30日 - 金曜日6:00～12:00
- 2007年4月6日～2009年3月27日 - 金曜日7:00～12:00

## 出演
- ジェイムス・ヘイブンス
- 橋本美穂 - 中京圏で活動するフリーアナウンサー、気象予報士。この番組内のHEADLINE NEWSとWEATHER INFORMATIONを担当する他、10:00に放送されるコーナー「平成観光 KNOW TEN KEY（ノー･テン･キー）」でジェイムスとの掛け合いもある（但しタイムテーブルにはクレジットされていない）。

## 放送内容

### サーフボードプログラム
- 7:45-8:15 - TOYOTA WORLD WIDERS（月-木曜日はMORNING JACK内で放送される）

内容はMORNING JACKのそれと同じだが、こちらは英語でやりとりを行っている。
- 9:00-9:30 - GLOBAL HOME RUN WITH THE 80s

毎週1980年代のある年をピックアップし、その日に起こった出来事とその日近辺のBillboard Hot 100やオリコンシングルチャートの上位20曲を紹介し、20位-11位の中から1曲、10位-1位の中から1曲をオンエアする。
- 11:00-11:30 - COLORFULTOWN presents 11AM

主に子供を持つ母親向けの30分。AMは「Amazing Mother」の略である。親が自分の子供の自慢をする「親ばか～ん」のコーナーでは、ジェイムスが自慢の内容を判断し、「親ばか～ん」か「親がばか～ん」を出す。「親ばか～ん」を5回取ると「親ばか紙」を獲得できた（逆に「親がばか～ん」を3回取ると失格となっていたが、これまで失格になったことはない）。

この番組提供の縁で、年数回カラフルタウン岐阜から公開生放送を行うことがある（この場合9:00までZIP-FMのスタジオから放送し、1時間掛けて移動の後10:00から公開生放送となる）。

### 主なショートプログラム
- 8:45 - 丸忠グループ TAKE YOU OUT

リスナーから寄せられたイベント情報の中から、ジェイムスが選んで紹介する。
- 9:45 - HAPPY BIRTHDAY

放送日の前後に誕生日を迎える、あるいは迎えた有名人およびリスナーを紹介する。
- 10:01 - 平成観光 KNOW TEN KEY

気象予報士の橋本美穂が、リスナーが知りたい場所の天気予報（国内。海外問わず）を答えるコーナー。また、このコーナーのテーマ曲がある。
- 10:45 - AIR FRANCE FRENCH DISCOVERY

ショートプログラムの内容や時間は、放送時期によって時々入れ替わりがあった。

## その他
- キャッチフレーズは、「1週間は金曜日から始まる」。
- 番組スタート当時、6:00-7:00は「ROBO 6-7(ロボ シックス・セブン)」として放送。ロボ丸が登場して、バラードに乗せてしゃべりを展開していた。しかし、2005年12月に30分に短縮され､タイトルも「ROBO 6-630」となる。そして、2006年3月をもってこのコーナーは終了となった（ロボ丸も橋本美穂と同じでタイムテーブルにはクレジットされていない）。
- 2007年5月18日、「長久手発砲立てこもり事件」の犯人が番組放送中にZIP-FMに直接電話をかけジェイムスと会話をしたいと要求。放送終了後の午後2時頃に愛知県警察捜査員などの立会いのもと、犯人とジェイムスとの電話による会話が開始され、犯人が自身に関する話などを始めた。ジェイムスと犯人が会話をしている隙に人質となっていた犯人の元妻がトイレの高窓から脱出し、警察に保護された。ジェイムスの説得が事件解決の糸口となり、それから数時間後に犯人が逮捕されるという出来事があった[1][2]。